# Fujimi Shobo
Fujimi Shobo (яп. 富士見書房 Фудзими Сёбо:) — японское издательство, специализирующееся на публикации книг (лайт-новел), коллекционных карточных игр, журналов развлекательной тематики и манги (японских комиксов). Компания возникла в августе 1991 года как подразделение Kadokawa Shoten. В 2015 году бренд Fujimi Shobo был упразднён, а журналы стали выпускаться под брендом Kadokawa.

## Журналы

### Dragon Magazine
Dragon Magazine, сокращённо Doramaga — журнал для мужчин, публикующий книги формата лайт-новел. Был создан в 1988 году. В настоящее время там издаются романы Chrome Shelled Regios, Full Metal Panic!, Maburaho, Omamori Himari, Rune Soldier, Slayers и Sword World RPG. С 2005 по 2007 год издавалось приложение Fantasia Battle Royal, также сэйнэн-журнал.

### Gekkan Dragon Age
Ежемесячный журнал Dragon Age появился в 2003 году вместо Comic Dragon и Dragon Junior. С 2006 по 2009 год издавалось приложение к Dragon Age под названием Dragon Age Pure, журнал сёнэн-манги. Последний номер журнала был опубликован 20 февраля 2009 года.